# Raminta Gamziukaitė-Mažiulienė
Raminta Gamziukaitė-Mažiulienė (* 12. März 1939 in Kaunas) ist eine litauische Literaturwissenschaftlerin.

## Leben
Nach dem Abitur 1955 an der 2. Mittelschule Kaunas absolvierte Raminta Gamziukaitė 1960 das Diplomstudium der Germanistik an der Vilniaus universitetas und von 1962 bis 1965 die Aspirantur an der Universität Leningrad. 1982 promovierte sie an der Universität Tbilissi zum Thema „Struktur des Unterrichtens der Novellen von Thomas Mann“. 1999 habilitierte sie in den Geisteswissenschaften. Ab 1960 lehrt sie an Vilniaus universitetas und ist ab 2002 Professorin.

## Bibliografie
- Tomo Mano intelektualusis herojus, 1993 m.
- Visuotinės literatūros istorija: XVII–XVIII a., vadovėlis aukštosioms mokykloms, 1992 m.
- XX a. Vakarų literatūra, vadovėlis aukštosioms mokykloms, 1994 m.
- Romantizmas Vakarų literatūroje 2000 m., viena autorių.

Übersetzungen
- Knut Hamsun: Paskutinis skyrius, romanas, 2002 m.
- Hermann Hesse: Esė apie rašytojus.

## Quelle
1. ↑  VLE VI tomas, S. 395 Raminta Gamziukaitė-Mažiulienė

| Personendaten    | Personendaten                         |
| ---------------- | ------------------------------------- |
| NAME             | Gamziukaitė-Mažiulienė, Raminta       |
| ALTERNATIVNAMEN  | Gamziukaitė, Raminta                  |
| KURZBESCHREIBUNG | litauische Literaturwissenschaftlerin |
| GEBURTSDATUM     | 12. März 1939                         |
| GEBURTSORT       | Kaunas, Litauen                       |